# Lutz Zülicke
Otto Wilhelm Lutz Zülicke (* 2. Oktober 1936 in Bitterfeld) ist ein deutscher theoretischer Chemiker.

## Leben und Werk
Nach seinem Physikstudium an der Universität Leipzig arbeitete Zülicke von 1960 bis 1962 als Wissenschaftlicher Assistent in der Forschungsgruppe Theoretische Chemie der Akademie der Wissenschaften in Leipzig bei Bernhard Kockel, der auch seine Dissertation referierte, mit der er 1965 an der Universität Leipzig promoviert wurde. 1962 wechselte Zülicke an das Institut für Physikalische Chemie der Akademie der Wissenschaften in Berlin, wo er 1972 Arbeitsgruppenleiter (Abteilung Theoretische Chemie) wurde. 1974 erfolgte die Habilitation an der Humboldt-Universität zu Berlin. In seiner Habilitationsschrift untersuchte er die Anwendung des Hellmann-Feynman-Theorems in der Quantenchemie. 1976 und 1977 war er Gastwissenschaftler am Institut für Chemische Physik der Akademie der Wissenschaften der UdSSR in Moskau. 1977 erwarb er die facultas docendi der Universität Leipzig, und 1978 wurde er Professor an der Akademie der Wissenschaften der DDR. 1986 promovierte bei ihm Angela Merkel. 1990/91 war Zülicke geschäftsführender Direktor des Zentralinstituts für physikalische Chemie der Akademie der Wissenschaften. 1993 wurde er ordentlicher Universitätsprofessor am Institut für Chemie der Universität Potsdam. Inzwischen ist er emeritiert.
1975 wurde ihm der Friedrich-Wöhler-Preis der Chemischen Gesellschaft der DDR zugesprochen (mit Hans-Joachim Timpe). 1980 erhielt er den Gemeinsamen Preis (Kategorie I) der Akademie der Wissenschaften der DDR und der Tschechoslowakischen Akademie der Wissenschaften, 1987 die Van’t-Hoff-Medaille der Akademie der Wissenschaften der DDR. 1990 bis 1992 war er korrespondierendes Mitglied der Akademie der Wissenschaften der DDR.
Sein Forschungsgebiete sind die theoretische Chemie, Molekülstruktur und -dynamik.

## Werke
- Zur strengen Ab-initio-Berechnung molekularer Mehrelektronensysteme. Eine Untersuchung der Elektronenstruktur des Wassermoleküls. Dissertation, Leipzig 1965
- Hellmann-Feynman-Relationen und ihre Anwendungen in der Quantenchemie. Habilitationsschrift, Berlin 1974
- mit Evgenij E. Nikitin: Selected topics of the theory of chemical elementary processes. Springer, Berlin [u. a.] 1978, ISBN 3-540-08768-0
- mit Evgenij E. Nikitin: Theorie chemischer Elementarprozesse. Akademie-Verlag, Berlin 1985; Vieweg, Braunschweig und Wiesbaden 1985, ISBN 3-528-06869-8
- Quantenchemie. Ein Lehrgang.
  - Band 1: Grundlagen und allgemeine Methoden. Deutscher Verlag der Wissenschaften, Berlin 1973; Hüthig, Heidelberg 1978, ISBN 3-7785-0501-7
  - Band 2: Atombau, chemische Bindung und molekulare Wechselwirkungen. Deutscher Verlag der Wissenschaften, Berlin 1985; Hüthig, Heidelberg 1985, ISBN 3-7785-0538-6
- Molekulare Theoretische Chemie. Eine Einführung. Springer Spektrum, Wiesbaden [2015], ISBN 978-3-658-00488-0